# Concord Township (comté de Dubuque, Iowa)
Pour les articles homonymes, voir Concord Township.
Concord Township est un township, du comté de Dubuque en Iowa, aux États-Unis,. 

## Source de la traduction
- (en) Cet article est partiellement ou en totalité issu de l’article de Wikipédia en anglais intitulé « Concord Township, Dubuque County, Iowa » (voir la liste des auteurs).